# Peter Jeremy Ettl

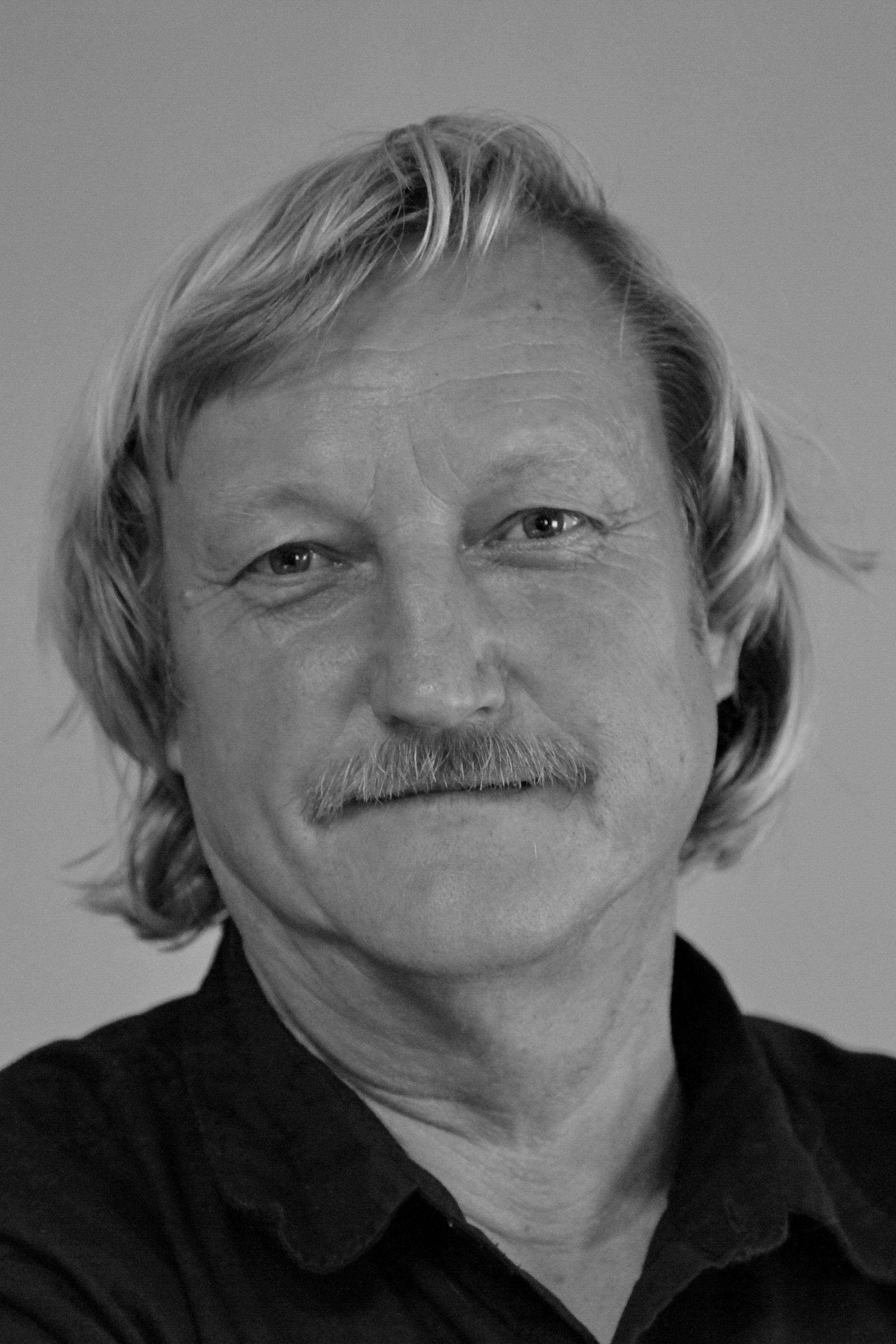
Peter Ettl (2012)

Peter Ettl (* 19. Mai 1954 in Regensburg) ist ein deutscher Schriftsteller und Herausgeber.

## Leben und Werk
Peter Ettl wuchs in Regensburg auf, studierte Volkswirtschaft an der dortigen Universität und lebte längere Zeit in der Bretagne und in Paris als Schriftsteller und Journalist. 1972 erhielt er den Rolf-Ulrici-Preis für junge Autoren, 1980 den Kulturförderpreis Ostbayern und 1988 den Kulturförderpreis der Stadt Regensburg. Bis 2001 war Ettl Redaktionsleiter einer bayerischen Tageszeitung und ist seitdem freier Schriftsteller und Herausgeber. Er schreibt Lyrik, Reiseerzählungen, Romane und Satiren (52 Einzeltitel). Gedichte wurden ins Englische, Französische, Tschechische, Schwedische und Italienische übertragen. Von 2003 bis 2011 gab er eine vielbeachtete Lyrikreihe heraus, in der u. a. Gedichtbände von Michael Arenz, Theo Breuer, Marianne Glaßer, Axel Kutsch, Andreas Noga, Jürgen Völkert-Marten und Maximilian Zander erschienen.
Peter Ettl lebt mit seiner Frau, der Fachbuchautorin Renate Ettl, in dem Weiler Gschaid Marklkofen.

## Einzeltitel (Auswahl)
- Mona Lisa lächelt nicht mehr. Heitere Geschichten um und aus Paris. edition prima vista, Gelsenkirchen 1989, ISBN 3-924980-16-0.
- Tage aus Asche und Wind. Roman. Silver Horse Edition, Marklkofen 2002, ISBN 3-937037-03-9.
- Traumtrabanten. Gesammelte Gedichte. Silver Horse Edition, Marklkofen 2003, ISBN 3-937037-06-3.
- Nachmieter für den Olymp gesucht. Nachdenkliches über das griechische Festland und die Insel Kreta. Silver Horse Edition, Marklkofen 2002, ISBN 3-937037-11-X.
- Katzenflug. Gedichte aus Paris. 4. Auflage. Silver Horse Edition, Marklkofen, 2001, ISBN 3-937037-04-7.
- Gleitflüge zwischen den Gezeiten. Silver Horse Edition, Marklkofen 2005, ISBN 3-937037-13-6.
- Land schafft. Gedichte, Silver Horse Edition, Marklkofen 2006, ISBN 3-937037-18-7.
- Der Wind kam von Afrika. Kretisches Tag- und Nachtbuch. Silver Horse Edition, Marklkofen 2009, ISBN 978-3-937037-22-6.
- Samtkrallen Wurzelflügler. Gedichte. Peter-Segler-Verlag, Freiberg 2009, ISBN 978-3-931445-15-7.
- Leise Fahrt nach Avalon. Keltische Gedichte. Silver Horse Edition, Marklkofen 2012, ISBN 978-3-937037-48-6.
- Distellicht. Gedichte. Pop Verlag, Ludwigsburg 2013, ISBN 978-3-86356-053-9.
- Noch hundert Lichtjahre bis Buffalo. Kurzgeschichten. Pop Verlag, Ludwigsburg 2014, ISBN 978-3-86356-091-1.
- Eintauchen in lichthelle Düsternis. Literarische und fotografische Begegnungen mit Island. Silver Horse Edition, Marklkofen 2014, ISBN 978-3-937037-52-3.
- Island. Europas Wilde Natur. Fotografien und Texte. Silver Horse Edition, Marklkofen 2019, ISBN 978-3-937037-61-5.
- Im Auge der Wildnis. Fotografien und Texte. Silver Horse Edition, Marklkofen 2020, ISBN 978-3-937037-63-9.
- Schneescherben. Lyrik. Silver Horse Edition, Marklkofen 2022, ISBN 978-3-937037-70-7.
- Im Reich der gefrorenen Zeit. Literarische und fotografische Begegnungen mit Island, Silver Horse Edition, Marklkofen 2023, ISBN 978-3-937037-68-4
- Lavalicht, Island-Roman, Silver Horse Edition, Marklkofen 2024, ISBN 978-3-937037-85-1
- Insel der tanzenden Berge Island-Roman, Silver Horse Edition, Marklkofen 2025, ISBN 978-3-937037-86-8
- Erinnerungen an ein Land, das morgen entstehen wird, Silver Horse Edition, Marklkofen 2025, ISBN 978-3-937037-87-5

## Lyrik-Anthologien (Auswahl)
- Verband deutscher Schriftsteller (Hrsg.): Friedensfibel. Eichborn Verlag, Frankfurt am Main 1982.
- Hans Kruppa (Hrsg.): Wo liegt euer Lächeln begraben. Fischer Taschenbuch Verlag, Frankfurt am Main 1983.
- Manfred Hausin (Hrsg.): Wir haben lang genug geliebt, und wollen endlich hassen. Fischer Taschenbuch Verlag, 1984.
- Theo Breuer (Hrsg.): Ein Dach aus Laub. edition bauwagen, Itzehoe 2003.
- Axel Kutsch (Hrsg.): Versnetze. Das große Buch der neuen deutschen Lyrik. Verlag Ralf Liebe, Weilerswist 2008.
- Karl Otto Conrady (Hrsg.): Der Große Conrady. Das Buch deutscher Gedichte. Von den Anfängen bis zur Gegenwart. Artemis & Winkler, Düsseldorf 2008.